# Hůrka (Nová Ves)
Hůrka (též Hůrka u Zborova, německy Hurka (bei Zborow)) je vesnice, část obce Nová Ves v okrese České Budějovice v Jihočeském kraji. Nachází se asi jeden kilometr na sever od Nové Vsi na Hůreckém kopci. Je zde evidováno 132 adres. V roce 2011 zde trvale žilo 374 obyvatel.
Hůrka leží v katastrálním území Nová Ves u Českých Budějovic o výměře 5,86 km².

## Historie

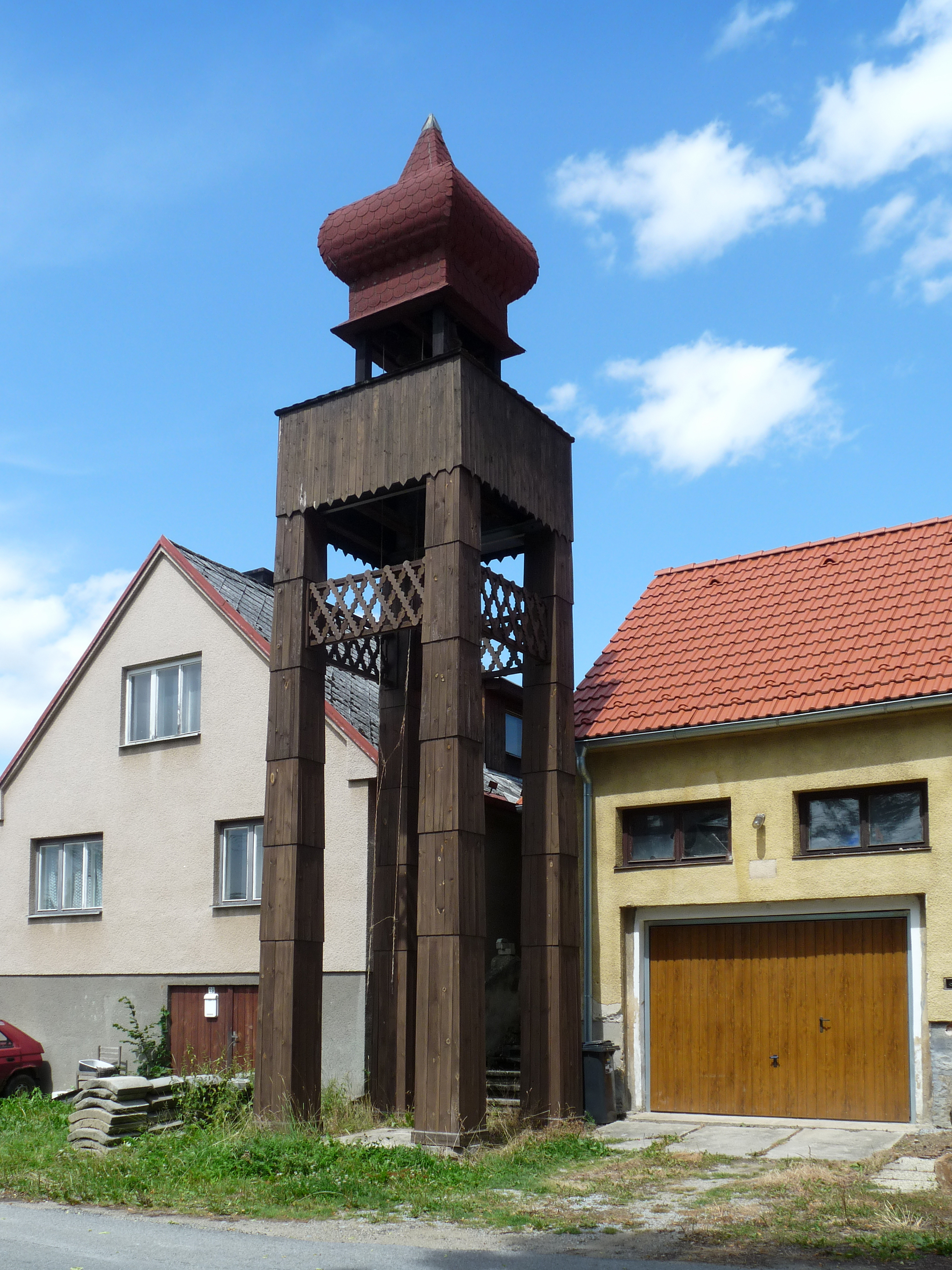
Zvonička

První písemná zmínka o vesnici pochází z roku 1395, kdy patřila z části Pešíkovi z Borovnice. Později přešla do majetku Ondřeje Puklice ze Vztuh. Od roku 1580 patřila Hůrka Zborovému statku. V roce 1709 koupili Zborov Schwarzenberkové a Hůrka se tak dostala k třeboňskému panství. 

## Obyvatelstvo
| Rok            | 1869 | 1880 | 1890 | 1900 | 1910 | 1921 | 1930 | 1950 | 1961 | 1970 | 1980 | 1991 | 2001 | 2011 | 2021 |
| -------------- | ---- | ---- | ---- | ---- | ---- | ---- | ---- | ---- | ---- | ---- | ---- | ---- | ---- | ---- | ---- |
| Počet obyvatel | 125  | 141  | 139  | 137  | 170  | 174  | 241  | 213  | 238  | 219  | 248  | 241  | 283  | 374  | 390  |
| Počet domů     | 20   | 25   | 25   | 26   | 28   | 29   | 42   | 50   | 56   | 58   | 72   | 98   | 114  | 132  | 153  |

## Obecní správa
Po vzniku obcí roku 1850 patřila Hůrka až do roku 1914 Hodějovicím, v letech 1914–1943 byla samostatnou obcí, roku 1943 se stala součástí Nové Vsi. Roku 1945 byla opět samostatnou obcí až do 12. června 1960, kdy se stala osadou Nedabyle a 24. listopadu 1990 se stala opět částí osamostatněné Nové Vsi.

## Pamětihodnosti
- Lidová architektura
- Kaplička z roku 1771
- Kaplička svatého Martina

## Osobnosti
- Jaroslav Černík (1894–1971), československý legionář, důstojník československé armády, odbojář během druhé světové války